# Casa Miralles (Amposta)
La casa Miralles és un edifici d'Amposta inclòs a l'Inventari del Patrimoni Arquitectònic de Catalunya.

## Descripció
És un edifici d'habitatges amb dispensari mèdic. De planta rectangular, ocupa una illa sencera i té planta baixa i dos pisos, amb una teulada lleugerament inclinada i un cos afegit i un gran pati.
Tres de les façanes queden a la vista, la principal i les dues laterals. Destaca la principal, que distribueix els seus elements de forma asimètrica: a la planta baixa dues portes d'arc de mig punt, la de la dreta amb dovelles noves i la de l'esquerra amb les originals, amb la clau datada el 1580, i tres finestres quadrades i rectangulars, emmarcades amb aplacat de pedra, igual que les finestres i balcons superiors, l'encoixinat inferior i les cantonades de la casa. Al primer pis hi ha tres balcons i al superior un matacà cec situat al mateix eix de la porta esquerra, del qual resten només les mènsules originals, dues finestres, un petit balcó interior i un rellotge de sol a la banda esquerra, amb una cornisa canal de teules i una barana superior afegida modernament. Totes les façanes estan arrebossades.
L'interior està molt transformat.

## Història
L'antiga família Miralles té la casa pairal a Freginals, que es conserva millor tant l'estructura com els elements ornamentals originals. A partir de la dècada dels anys 1910-20, el Sr. Miralles va transformar la part alta de l'edifici, fent desaparèixer un notable arc de la façana, per a condicionar-la com habitatge, encara que mantenint bona part de les dependències originals de la planta baixa degut a la seva utilització com a magatzem i quadra per a les feines dels camps de la família. A la dècada dels 1940-50 es transformà la planta baixa, per tal d'adaptar-la a consultori mèdic del Dr. Margalef (gendre del Sr. Miralles). Entre 1975-1980 es restaurà la façana principal i la lateral dreta, sota la direcció de l'arquitecte Jan Margalef i Miralles, fill del Dr. Margalef.